# Richard Schneider (Philologe)
Richard Schneider (* 21. November 1835 in Manebach; † 15. Juni 1917 in Duisburg) war ein deutscher Klassischer Philologe und Gymnasialdirektor. Er unterrichtete in Gotha, Köln und Elberfeld und leitete das Ulrichsgymnasium Norden (1875–1881) und das Gymnasium in Duisburg (1881–1908). Von seinen wissenschaftlichen Arbeiten ist besonders die kritische Gesamtausgabe der Schriften des alexandrinischen Grammatikers Apollonios Dyskolos hervorzuheben, die er zusammen mit Gustav Uhlig herausgab (1878–1910).

## Leben
Richard Schneider war der Sohn des Försters Ludwig Adolf Heinrich Schneider und seiner Frau Adelheid geb. Winter, einer Försterstochter. Er wuchs in Manebach und Dietharz auf, wo sein Vater ab 1838 als Forstmeister wirkte.
Richard Schneider besuchte die Volksschule in der nahegelegenen Stadt Tambach, dann von Ostern 1849 bis Ostern 1854 das Herzogliche Realgymnasium in Gotha. Nach der Reifeprüfung studierte Schneider an der Universität Jena, die er jedoch nach einem Jahr wieder verließ. Er absolvierte Ostern 1856 die humanistische Reifeprüfung am Gymnasium illustre in Gotha und ging zum Sommersemester 1856 an die Rheinische Friedrich-Wilhelms-Universität Bonn, wo er Klassische Philologie studierte. Zu seinen akademischen Lehrern gehörten Otto Jahn, Friedrich Ritschl, Friedrich Gottlieb Welcker und Leopold Schmidt. Er hörte außerdem historische, philosophische und kunsthistorische Vorlesungen und verkehrte im Haus des Rechtswissenschaftlers Clemens Theodor Perthes.
Schneider schloss sein Studium zu Ostern 1860 ab: Am 7. März 1860 wurde er mit der Dissertation Quaestiones Xenophonteae zum Dr. phil. promoviert, am 13. März 1860 legte er das Erste Staatsexamen für das höhere Lehramt in den Fächern Latein, Griechisch und Deutsch (für alle Klassen) sowie Geschichte (bis Quarta) ab. Anschließend unterrichtete er einige Monate am Gymnasium Ernestinum in Gotha, das kurz zuvor aus der Vereinigung des Gymnasiums illustre mit dem Herzoglichen Realgymnasium hervorgegangen war.
Seine weitere Laufbahn verbrachte Schneider außerhalb der Heimat in der preußischen Rheinprovinz und in Ostfriesland. Er absolvierte ab dem 1. Oktober 1860 am Friedrich-Wilhelm-Gymnasium in Köln das Probejahr und erhielt zum 1. Oktober 1861 eine Festanstellung am Gymnasium in Elberfeld (als ordentlicher Lehrer). Fünf Jahre später, zum 1. Oktober 1866, kehrte Schneider als Oberlehrer an das Kölner Friedrich-Wilhelm-Gymnasium zurück. Er wurde dort am 22. Mai 1867 Mitglied des Vereins von Altertumsfreunden im Rheinlande. Zum 1. April 1875 verließ er das Rheinland und ging als Rektor an das Progymnasium in Norden (Ostfriesland), das unter seiner Leitung am 5. November 1877 zu einer Vollstalt (Königliches Ulrichs-Gymnasium) erhoben wurde.
Zum 1. April 1881 nahm Schneider einen Ruf als Direktor des Gymnasiums in Duisburg an, das damals noch in der Trägerschaft eines Stifts stand. Ab 1885 war es ein staatliches (königliches) Gymnasium. Schneider erhielt während seiner 27-jährigen Amtszeit mehrere Auszeichnungen: Am 18. Januar 1893 den Roten Adlerorden 4. Klasse, am 18. Januar 1905 den Kronenorden 3. Klasse. Zum 1. April 1908 trat Schneider in den Ruhestand.

## Wissenschaftliches Werk
Richard Schneider beschäftigte sich seit seiner Studienzeit mit der griechischen Literatur, insbesondere mit den Grammatikern, auf die ihn Friedrich Ritschl hingewiesen hatte. Nachdem Schneider bereits einige textkritische Studien zu Apollonios Dyskolos veröffentlicht hatte, tat er sich durch Ritschls Vermittlung mit Gustav Uhlig zusammen, um eine Edition der überlieferten Schriften und Fragmente des Apollonios zu erstellen. Die Edition erschien beim Teubner-Verlag in dessen großangelegter Reihe Grammatici Graeci. Schneider veröffentlichte 1878 und 1880 die ersten Teilbände, die kleinere Schriften mit kritischem und exegetischem Kommentar enthielten. Die weiteren Bände verzögerten sich, da sowohl Schneider als auch Uhlig mit ihren Amtsgeschäften als Gymnasialdirektoren überlastet waren.
Schneider veröffentlichte in der Zwischenzeit andere Schriften, darunter einige bisher unbekannte griechische Texte, die er in Handschriften der Bodleian Library aufgespürt hatte; außerdem einige Aufsätze, Reden und Berichte zur griechischen Tragödie, zur Situation des Griechischunterrichts in Deutschland und zu den Epistulae des Horaz. Die Apollonios-Edition verlor er nicht aus den Augen. Er sammelte jahrzehntelang Fragmente der verlorenen Schriften des Grammatikers und gab in einem Aufsatz im Rheinischen Museum für Philologie (1904) einen Einblick in diese Arbeit. Nach seinem Eintritt in den Ruhestand veröffentlichte er 1910 seine kommentierte Edition der fragmentarisch erhaltenen Apollonios-Schriften (als Band 3 der Edition). Im selben Jahr veröffentlichte auch Uhlig den noch ausstehenden zweiten Band mit Apollonios’ Schrift De constructione.

## Schriften (Auswahl)
- Quaestiones Xenophonteae. Bonn 1860 (Dissertation)
- Observationum criticarum in Apollonium Dyscolum specimen II. Köln 1867 (Schulprogramm)
- Commentarii critici et exegetici in Apollonium Dyscolum specimen. Norden 1878 (Schulprogramm)
- Apollonii Dyscoli quae supersunt. Recensuerunt apparatum criticum commentarium indices adiecerunt Richardus Schneider et Gustavus Uhlig. Drei Bände in vier Teilen, Leipzig 1878–1910 (Grammatici Graeci 2)
  - Band 1,1 (1878): Apollonii scripta minora a Richardo Schneider edita continens
  - Band 1,2 (1880): Richardi Schneideri commentarium criticum et exegeticum in Apollonii scripta minora continens
  - Band 3 (1910): Praefationem adiecit, librorum Apollonii deperditorum fragmenta collegit disposuit explicavit, indices omnium librorum confecit Richardus Schneider
- Bodleiana. Leipzig 1887 (Inhalt: I. Additamenta ad volumen alterum Anecdotorum Oxoniensium Crameri. II. De Arcadii qui fertur codice Bodleiano disputatio. III. Excerpta e libris Bodleianis)
- Excerptum περὶ διαλέκτων. E codicibus Baroccianis LXXII et CIII bibliothecae Bodleianae Oxoniensis edidit Richardus Schneider. Leipzig 1894 (Schulprogramm, Duisburg)
- Excerpta περὶ παθῶν. Edidit Richardus Schneider. Leipzig 1895 (Schulprogramm, Duisburg)